# Eugenia atroracemosa
Eugenia atroracemosa är en myrtenväxtart som beskrevs av Mcvaugh. Eugenia atroracemosa ingår i släktet Eugenia och familjen myrtenväxter. Inga underarter finns listade i Catalogue of Life.